# Schwedische Badmintonmeisterschaft 2024
Die Schwedische Badmintonmeisterschaft 2024 fand vom 2. bis zum 4. Februar 2024 in Göteborg statt.

## Medaillengewinner
| Disziplin    | Gold                               | Silber                         | Bronze                            |
| ------------ | ---------------------------------- | ------------------------------ | --------------------------------- |
| Herreneinzel | Andi Fadel Muhammad                | Gabriel Ulldahl                | Ludvig Petre Olsson               |
| Herreneinzel | Andi Fadel Muhammad                | Gabriel Ulldahl                | Romeo Makboul                     |
| Dameneinzel  | Mirjam Lindgärde                   | Cecilia Wang                   | Selma Arvidsson                   |
| Dameneinzel  | Mirjam Lindgärde                   | Cecilia Wang                   | Elin Ryberg                       |
| Herrendoppel | Filip Karlborg Mio Molin           | Ludwig Axelsson Jakob Ekman    | Jesper Borgstedt Oscar Reuterhäll |
| Herrendoppel | Filip Karlborg Mio Molin           | Ludwig Axelsson Jakob Ekman    | Joel Hansson Romeo Makboul        |
| Damendoppel  | Moa Sjöö Tilda Sjöö                | Miranda Johansson Clara Nistad | Lovisa Neuber Ashwathi Pillai     |
| Damendoppel  | Moa Sjöö Tilda Sjöö                | Miranda Johansson Clara Nistad | Sanne Ekberg Elin Öhling          |
| Mixed        | Andhika Anhar Jessica Silvennoinen | Joel Hansson Malena Norrman    | Emil Johansson Miranda Johansson  |
| Mixed        | Andhika Anhar Jessica Silvennoinen | Joel Hansson Malena Norrman    | Emil Söderdahl Clara Nistad       |